# Iolonioro
Iolonioro (auch Nioronioro) ist sowohl eine Gemeinde (französisch commune rurale) als auch ein dasselbe Gebiet umfassendes Departement im westafrikanischen Staat Burkina Faso in der Region Sud-Ouest und der Provinz Bougouriba. Die Gemeinde hat 20.677 Einwohner.